# Charlie Rivel
Josep "Pepe" Andreu i Lasserre, más conocido por su nombre artístico Charlie Rivel, (Cubellas, 23 de abril de 1896-San Pedro de Ribas, 26 de julio de 1983) fue un payaso, mimo, acróbata, trapecista y artista de circo español, considerado el más popular, universal y uno de los mejores payasos del mundo de su época. Fue estrella del Circo Price, y parte del reparto de I clowns, película de Federico Fellini. En 1970 recibió el Premio Nacional de Teatro, y en 1983 la Generalidad de Cataluña le concedió la Creu de Sant Jordi.

## Trayectoria
Hijo primogénito de dos artistas circenses ambulantes, el español Pedro Andreu Pausas Rivels y la francesa Marie-Louise Lasserre, nació en Cubellas cuando el matrimonio se encontraba de gira en esa localidad. Empezó a actuar con solo tres años en la compañía familiar dirigida por sus padres y en la que también trabajaban sus hermanos Polo, René, Marcel (Celito), Roger (Rogelio) y Nena, todos payasos y acróbatas cómicos. Su padre fue dueño del Circo Reina Victoria de Barcelona.
De niños, los hermanos se conocieron por el nombre Los Pepitos. Luego de la muerte de su hermana Nena en un accidente de trapecio, se convirtieron en Los Andreu y finalmente, junto a sus hermanos Polo y René formó el Trío Rivels, en el que Andreu representaba una parodia de Charlot sobre el trapecio, número del que se originó su nombre artístico, Charlie Rivel, como un homenaje a Charlie Chaplin. A quien conoció en Bélgica y le ganó el primer lugar en un concurso de imitación.
El 15 de enero de 1920, se casó en Valencia con la amazona Carmen Busto Rinke, hija del payaso Gregorio Busto, quien se convirtió en su representante y asesora artística y con quien tuvo cuatro hijos Paulina, Juanito, Charlie y Valentino, que también se dedicaron al circo, primero como los Charlie Rivels Babies, luego como Los Charlivels y finalmente como sus acompañantes en sus números en solitario.
El Trío Rivels se hizo muy famoso y popular, viajaron por Dinamarca, Suecia, Bélgica, Holanda, Suiza, Italia, Alemania y Argentina. Entre 1925 y 1930 actuaron en el circo Medrano de París. En 1933, tras numerosas discusiones con su padre y hermanos, Andreu dejó la troupe familiar, y continuó su carrera circense en solitario como payaso mímico.
Algunas fuentes documentan que a partir de 1935, y hasta finales de la Segunda Guerra Mundial, Andreu trabajó para el departamento de propaganda del Tercer Reich, manteniendo relaciones de amistad con Adolfo Hitler y Joseph Goebbels, y de las dificultades que tuvo para salir de Alemania al finalizar la contienda bélica, hasta que tras refugiarse en Suecia, consiguió ayuda del gobierno de Francisco Franco, que le proporcionó el pasaporte para poder regresar a España.
Su característico vestuario lo conformaban una peluca de color naranja, nariz cuadrada roja, enormes zapatos y una camiseta larga hasta los tobillos ceñida al cuerpo de color rojo. Aunque nunca cantaba, solía acompañarse de una guitarra que junto con una silla eran la base de su atrezzo. No usaba palabras, sus diálogos con el público estaban basados en onomatopeyas, pantomimas y acrobacias. Se le reconoce popularmente por una especie de llanto convertido en aullido –¡Aúúúúúúú!–, que algunos críticos han descrito como un "gesto simbólico de protesta contra la incomunicación". Además de presentarse en pistas de circo, también fue actor de cine y apareció en numerosas producciones, entre las que destaca I clowns (en español, Los Clowns), comedia documental del director italiano Federico Fellini de 1970, realizada para RAI con el fin de rendir homenaje al arte del payaso, y que ganó en 1970 el Premio David Especial de los Premios David de Donatello, el más importante del sector en Italia, y el Premio Pasinetti a la mejor película italiana del Festival Internacional de Cine de Venecia, así como el estadounidense, National Board of Review a la mejor película extranjera, en 1971.
A pesar de su amor por su país natal, su carrera artística sucedió fuera de España. Se presentó en Madrid en 1928, volvió en 1954, y en 1958 para actuar en el Price ambulante en Barcelona y en el estable ubicado en la Plaza del Rey de Madrid, contratado por Juan Carcellé, época en la que instaló su domicilio en Cubellas. Finalmente a partir de 1969, se convirtió en una de las estrellas del Circo Price contratado por Arturo Castilla, donde actuó hasta la última función del 12 de abril de 1970, antes de su demolición. Le ofrecieron la nacionalidad de los países en los que actuaba pero las rechazó. Fue invitado a participar en el Festival de la Canción de Eurovisión 1973 durante el recuento de votos, con su parodia de Maria Callas, y ese mismo año debutó como escritor de sus memorias tituladas, Pobre Payaso.
Diez años después de la muerte de su primera esposa, en junio de 1982 se casó en segundas nupcias con Margarita Camas Reig. La última actuación pública de Charlie Rivel –un año antes de su muerte– fue en Madrid en el circo de la Ciudad de los Muchachos, invitado por el padre Silva, en el espectáculo Historia del circo, en el que participó desde el 18 de diciembre de 1982 hasta finales de enero de 1983.
Andreu falleció a causa de una hemiplejía en el hospital San Camilo de San Pedro de Ribas, a los 87 años de edad. La capilla ardiente tuvo lugar en la Casa de Cultura de Cubellas, siendo su ataúd envuelto en la bandera catalana, fue enterrado junto a su primera esposa, Carmen Busto, en el panteón familiar ubicado en el cementerio municipal de su ciudad natal.

## Obra

### Filmografía
- 1937 - Aurora de esperanza, drama del director español Antonio Sau Olite.[38][39]
- 1943 - Akrobat Schööön! (en español, Charlie el acróbata), comedia del director alemán Wolfgang Staudte.[40]
- 1961 - Napoleon für drei Tage, comedia del director alemán Alexander Arnz.[41]
- 1963 - Es kommt auf die Sekunde an, musical para televisión del director alemán Heinz Liesendahl.[42]
- 1966 - Der Clown, drama del director austríaco Franz Marischka.[43]
- 1967 - El aprendiz de clown, drama del director español Manuel Esteba.[44][45][46]
- 1969 - Clown, cortometraje escrito por Alfredo Marquerie para RTVE.[47][48]
- 1970 - I clowns, comedia documental del director italiano Federico Fellini.[8][21]
- 1970 - Elegía por un circo, documental del director español Antonio Mercero.[49]
- 1971 - Ein Clown und ein Orchester, cortometraje.[50]
- 1979 - Clown! Clown!, documental de Horst Eppinger y Elisabeth Wennberg.[51]
- 1980 y 1981 - Quitxalla, serie de televisión infantil de TVE Cataluña, en los episodios de Festa dels nassos.[52][53]

### Narrativa
- 1973 - Pobre Payaso. Editorial Destino. ISBN  8423307638.[34]

## Premios y reconocimientos
En 1954 recibió la Banda de Honor de Circuitos Carcellé, en 1968 la distinción Caballero de la Orden de Isabel la Católica y la Medalla de Oro Ernst Renz del IV Congreso Internacional de Amigos del Circo, en 1969 la Medalla de Oro al Mérito en el Trabajo, en 1970 el Premio Nacional de Teatro en la categoría de interpretación circense, concedido por el desaparecido Ministerio de Información y Turismo; en 1972 el Caballero de la Orden de la Cruz del Norte en Estocolmo, en 1974 el Clown d'Or en el I Festival Internacional de Circo de Montecarlo; y en 1979 el Premio de Honor FAD Sebastià Gasch, que reconoce la trayectoria de los artistas españoles por su innovador aporte al mundo del espectáculo.
En 1983 la Generalidad de Cataluña le otorgó la Creu de Sant Jordi, distinción que se entrega todos los años a aquellas personas y entidades sociales que "por sus méritos, hayan prestado servicios destacados a Cataluña en la defensa de su identidad especialmente en el plano cívico y cultural". Este mismo año, el pintor catalán, August Puig, dedicó a Charlie Rivel la exposición itinerante, Máscaras, que incluía obras suyas y fotografías de Francesc Català Roca.
Desde 1984 el Ayuntamiento de Cornellá del Llobregat organiza y celebra cada dos años, el Festival Internacional de Pallassos de Cornellà, Memorial a Charlie Rivel, para mostrar el arte del payaso como una vía de integración sociocultural. Es un festival de referencia internacional y uno de los más prestigiosos de Europa para artistas del clown.
En Cubellas, su pueblo natal, existe desde el 26 de julio de 1990, el museo monográfico L’exposició Permanent del Pallasso Charlie Rivel, dedicado a la vida artística del personaje y a la de su hija, Paulina Schumann, y también se puede realizar la "Ruta de Charlie Rivel" para visitar el Castillo de los Marqueses de Alfarràs –donde se encuentra la exposición permanente–, la casa natal, la Iglesia Santa María de Cubelles –donde fue bautizado–, el monumento ubicado en la plaza del Mar y el panteón familiar.
Tiene dedicadas esculturas en Cubellas, Barcelona, Múnich, una estrella en el parque de atracciones Liseberg de Gotemburgo, Suecia, un parque en Vigo, calles en Cubelles, Madrid, Málaga, y Granada, así como, una figura en el Museo de Cera de Barcelona. Además, dos escuelas de Barcelona y Madrid llevan su nombre.
El pintor y dibujante catalán, Joan Soler Jové, ha dedicado gran parte de su obra al personaje Charlie Rivel y se le ha calificado como su cronista gráfico, los trabajos de Soler se han expuesto en diferentes muestras dedicadas al circo y aparecen como ilustraciones de libros. Correos dedicó en 1997, un sello postal a la figura de Charlie Rivel dentro de la serie filatélica, Personajes, que homenajea a personas relevantes de España en el ámbito de las ciencias, la cultura, el arte y el espectáculo.
En 2012, se inauguró en Matadero Madrid la exposición Historia del Circo Moderno. Conmemoración del 250 aniversario del circo moderno 1768-2018, en la que se mostró entre otros, la vida de Charlie Rivel en la sección: Payasos españoles del siglo XX. Genís Matabosch creó en 2015 el Circ Charlie Rivel, un espectáculo itinerante con sede en Gerona, cuya carpa puede acoger a más de 800 espectadores.
También se han realizado documentales, obras de teatro y películas sobre su vida y obra. En 1996 se estrenó Charlie Rivel, de l'home a la llegenda, un documental para televisión del director de cine catalán, Jordi Jané. En noviembre de 2005, se estrenó Uuuuh!, una obra producida por el Teatro Nacional de Cataluña, bajo la dirección de Joan Font, la dramaturgia de Gerard Vázquez y la actuación de Ferran Rañé en el papel de Charlie Rivel; pieza en la que se basa, El pallasso i el Führer, película del género drama, emitida en 2007 bajo la dirección de Eduard Cortés y Ferran Rañé repitiendo como protagonista, que en 2008 ganó el Premio Gaudí del cine catalán a la mejor película para TV.
En 2019, el Ayuntamiento de Cubelles produjo, Charlie Rivel i Cubelles, documental que se estrenó el 11 de abril de 2020 en YouTube, como parte de las actividades por la celebración de los 30 años de la inauguración de la L’exposició Permanent del Pallasso Charlie Rivel.
En agosto de 2020, Charlie Rivel fue incluido en el listado de nominados para The Circus Ring of Fame 2021, un reconocimiento que se otorga a las personas que durante su trayectoria han contribuido significativamente al arte y a la cultura circense. La nominación corresponde al público y la selección de los ganadores a un jurado compuesto por artistas, historiadores, académicos y conocedores del circo de diferentes partes del mundo. El premio consiste en una placa de bronce, con forma de rueda de carreta, que se exhibe en el St. Armands Circle Park, ubicado en Sarasota, Florida.
Con motivo del cincuenta aniversario de la demolición del Price de Plaza del Rey en 1970, el Circo Price de Ronda de Atocha presentó, del 14 de octubre al 1 de noviembre de 2020, el espectáculo Mil Novecientos Setenta Sombreros, un montaje de circo y teatro con la dramaturgia de Aránzazu Riosalido y Pepe Viyuela, bajo la dirección de Hernán Gené, en el que entre otros personajes del circo español del siglo XX, apareció Charlie Rivel, representado por Viyuela. Actuaron también la trapecista Zenaida Alcalde, la actriz Marta Larralde, el ventrílocuo Jaime Figueroa y el actor Juanjo Cucalón.

## Galería

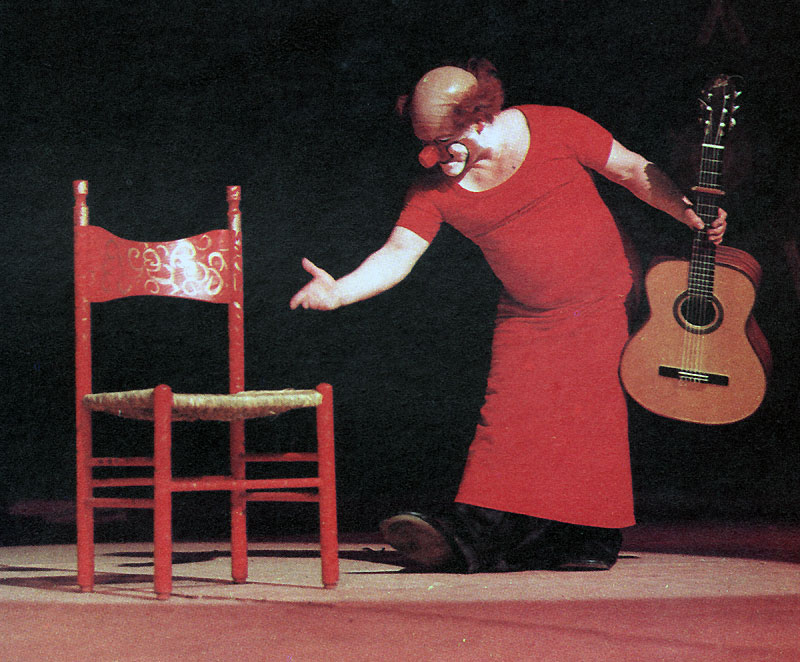
En Suecia en 1967
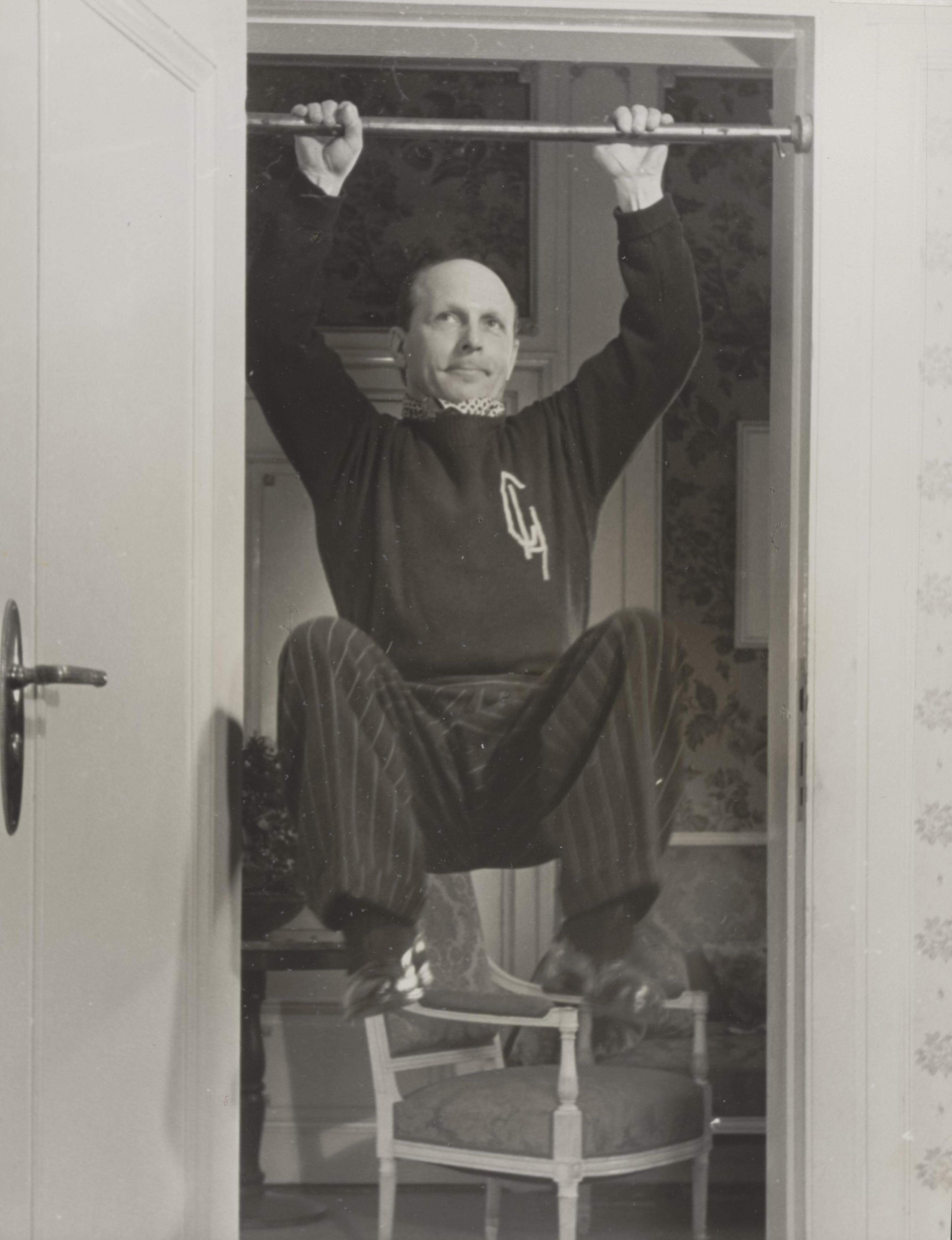
Ensayando en 1943
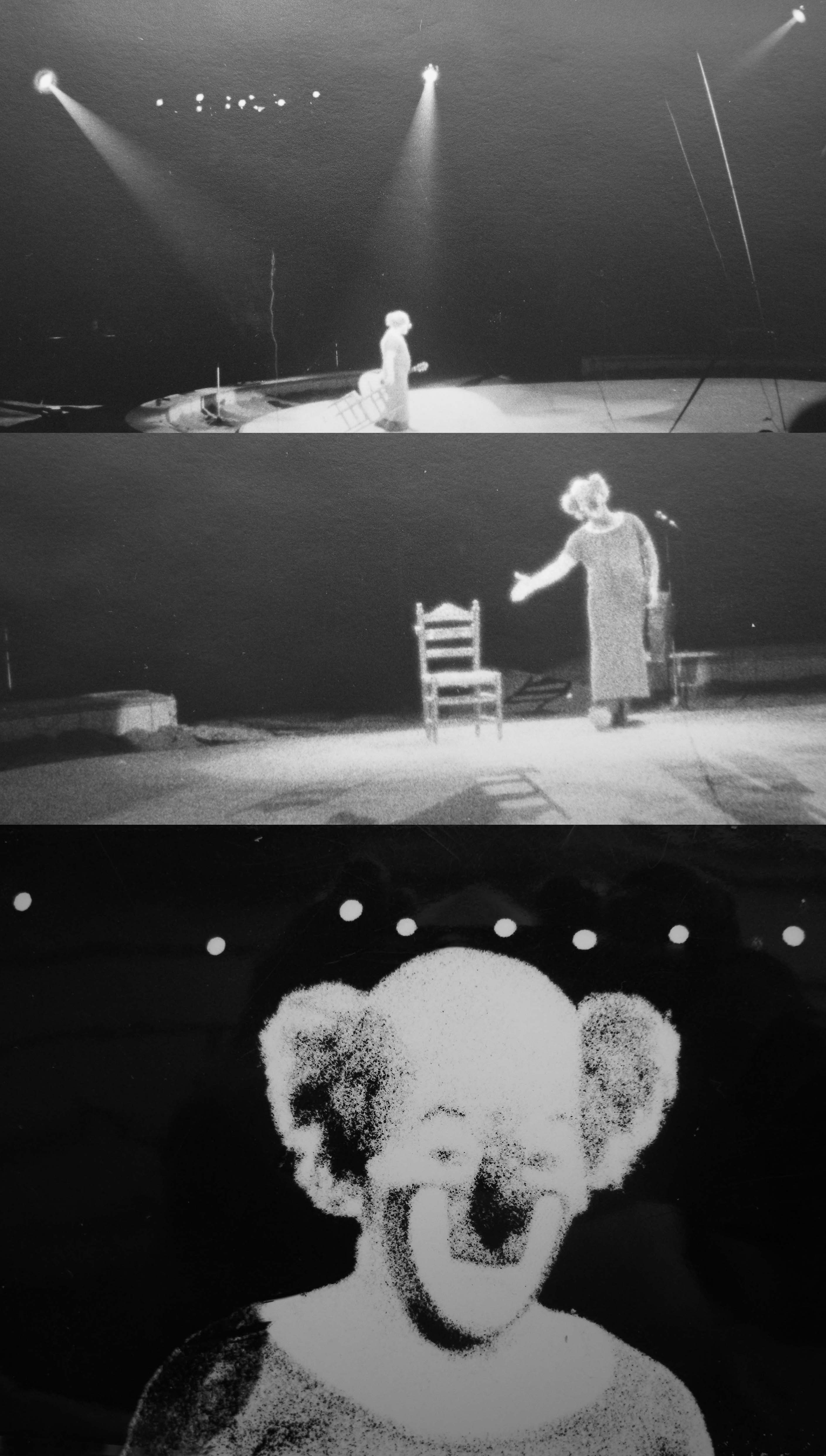
Actuación en Viena en 1972
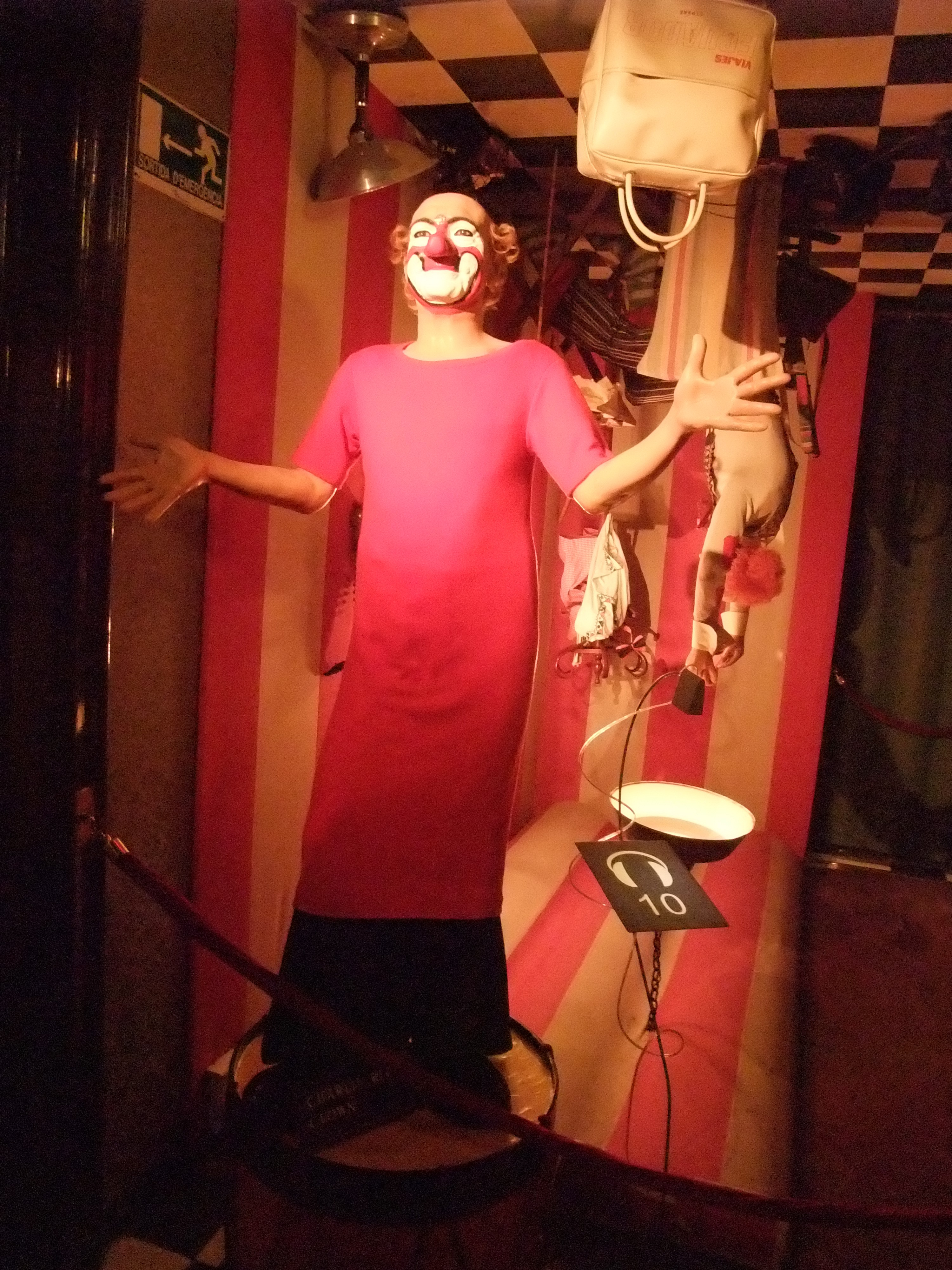
Museo de Cera de Barcelona
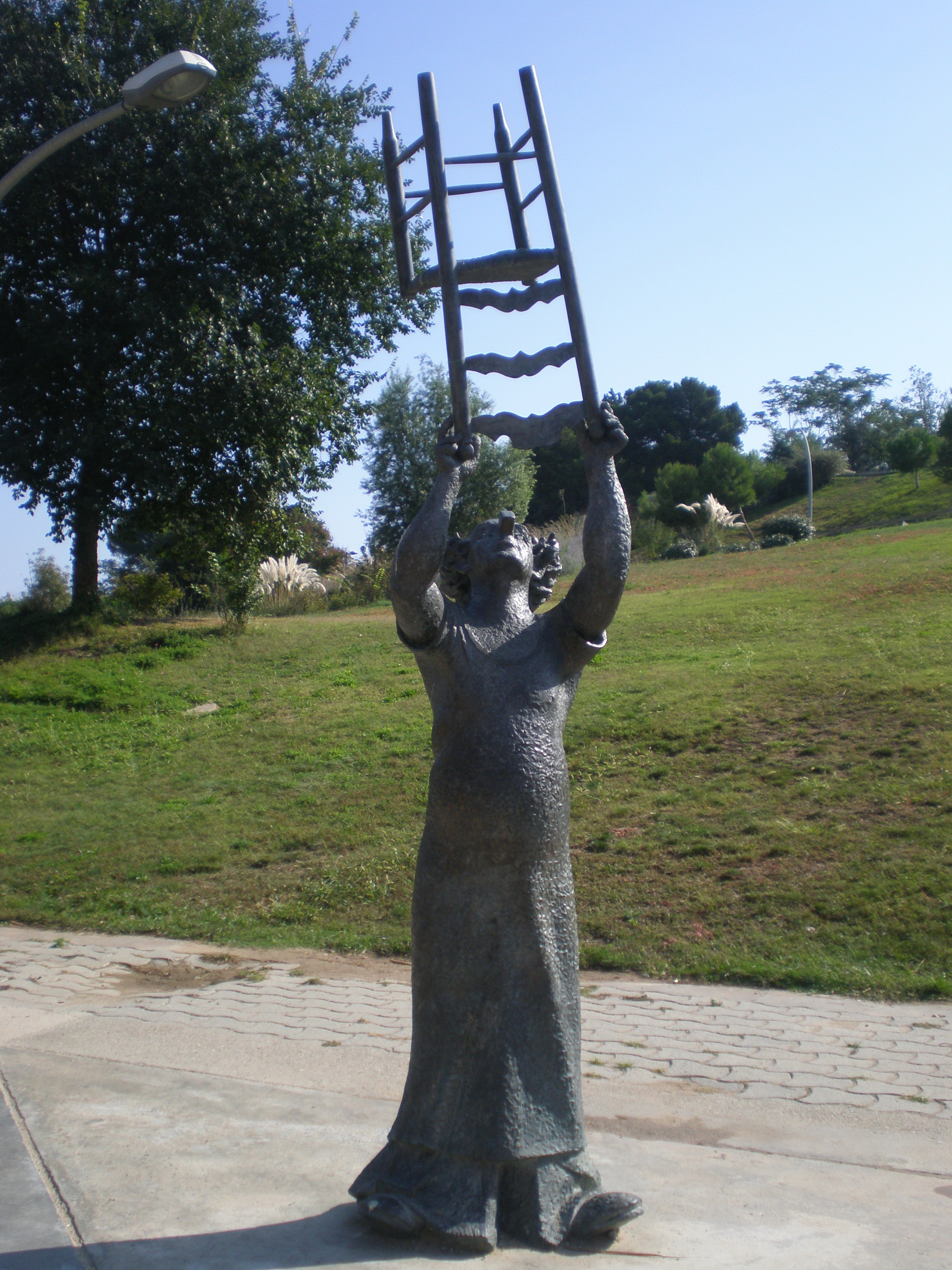
Escultura de Joaquim Ros, en Montjuic
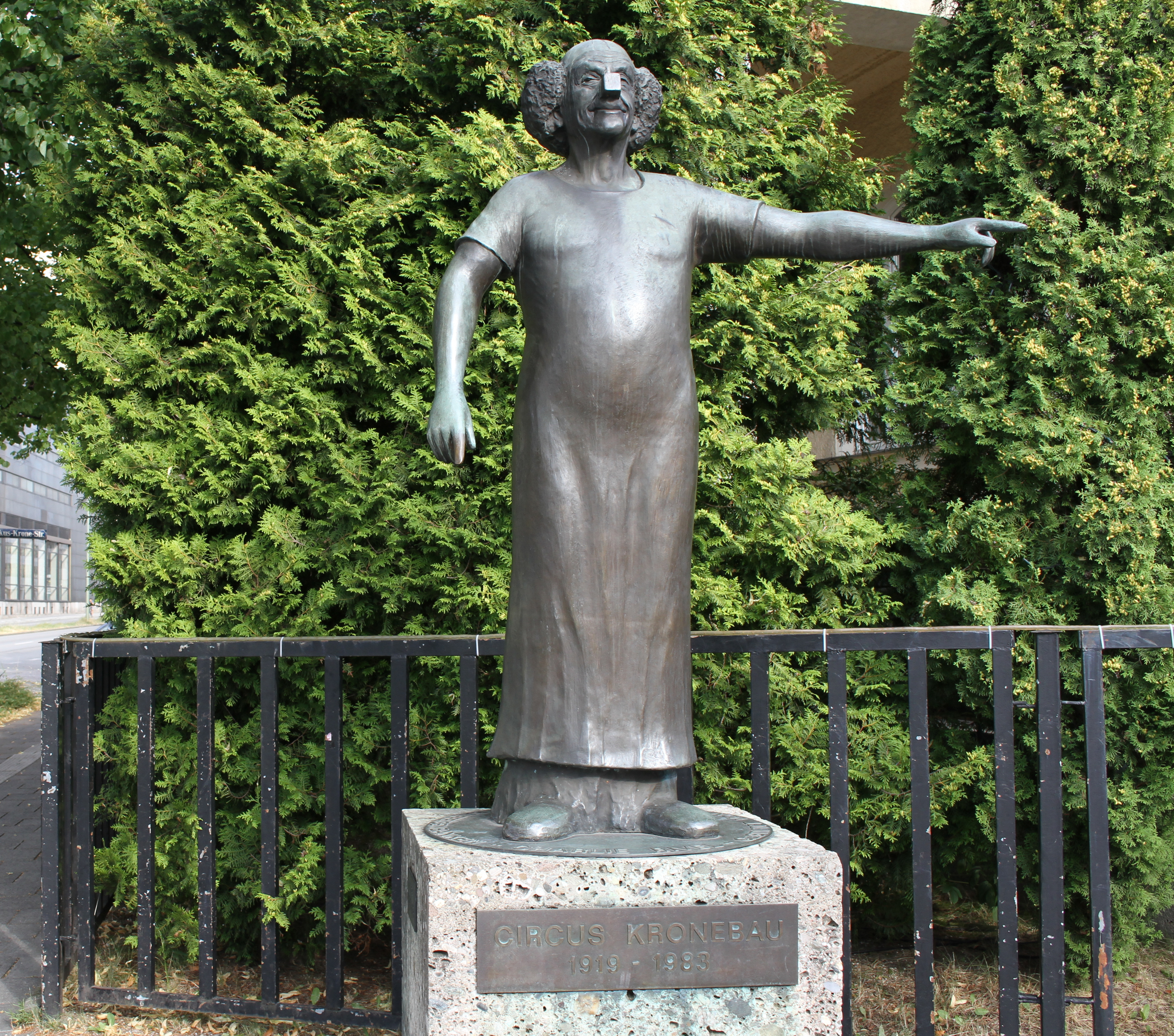
Escultura de Kurt Moser en Muchich
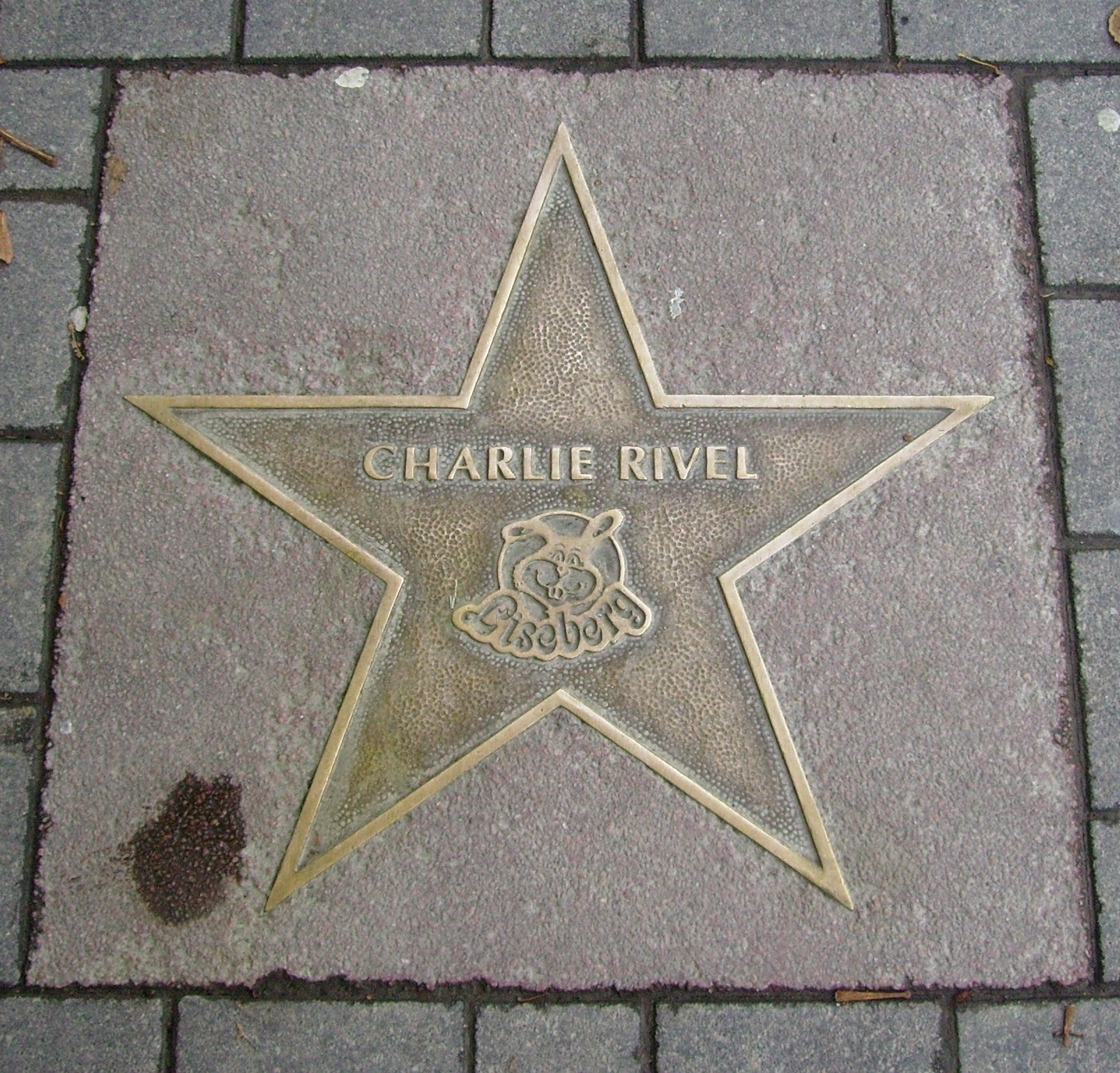
Estrella de Liseberg en Göteborg
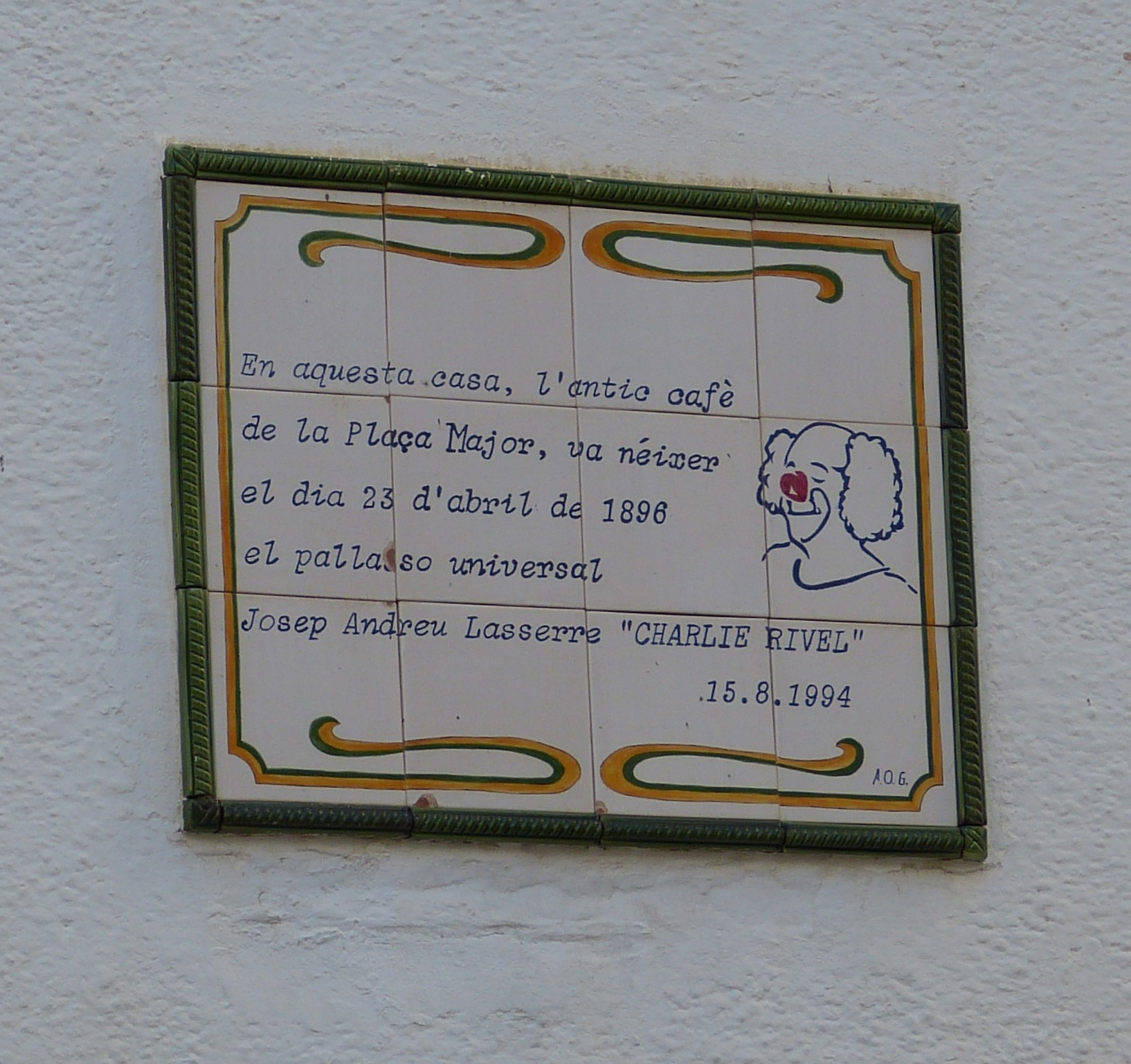
Fachada de la casa natal en Cubellas
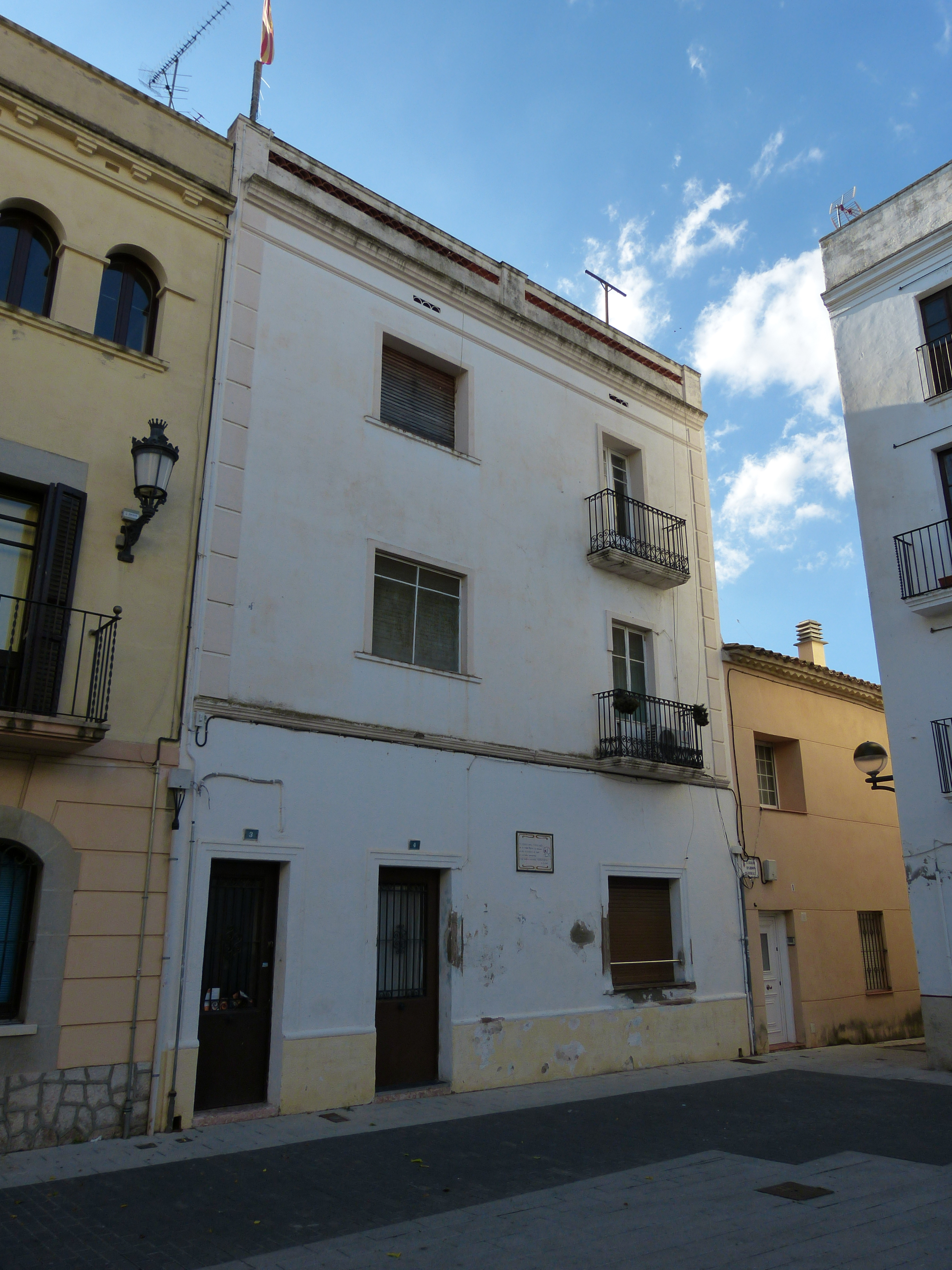
Fachada de la casa natal en Cubellas
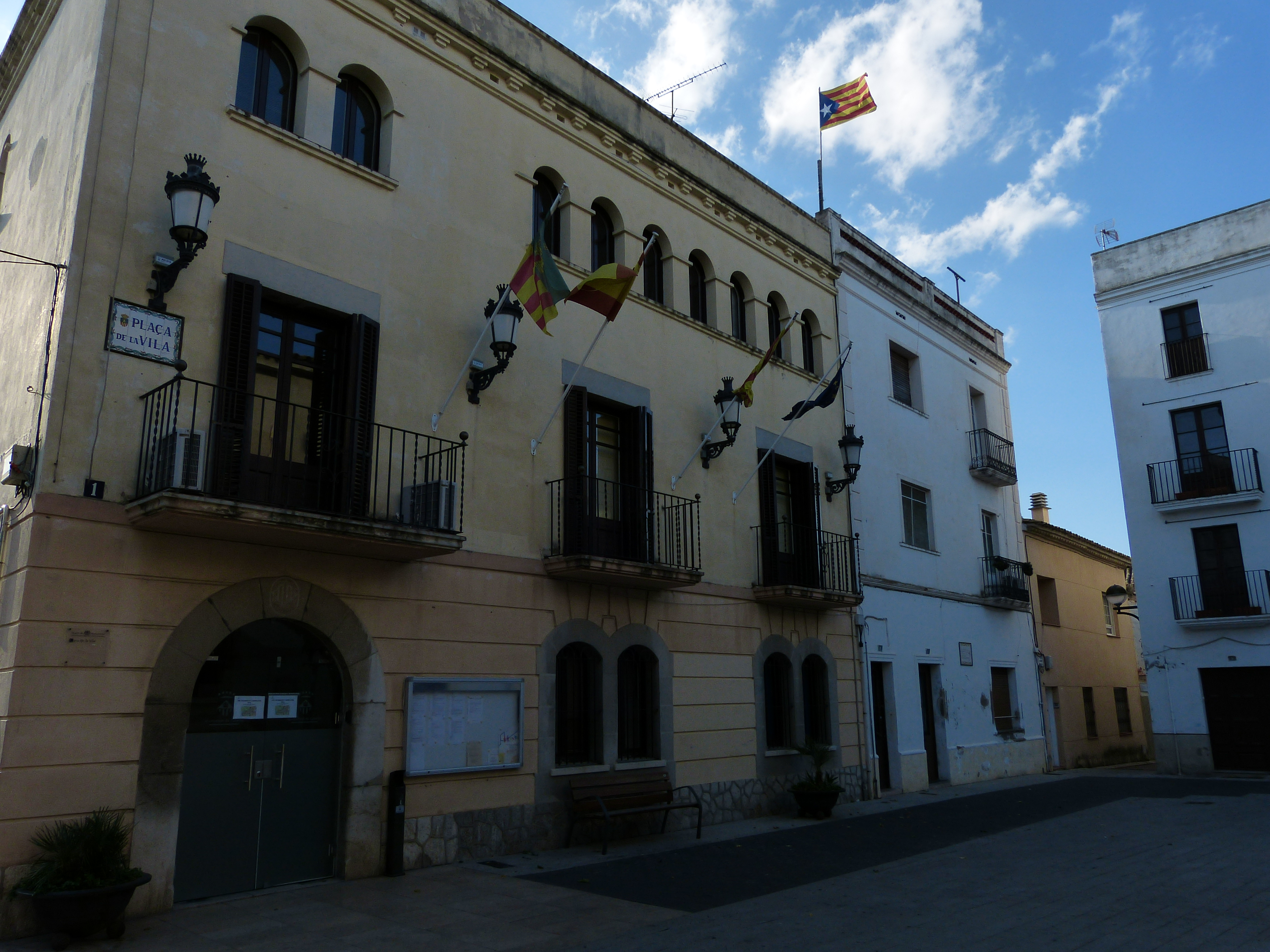
Fachada de la casa natal en Cubellas
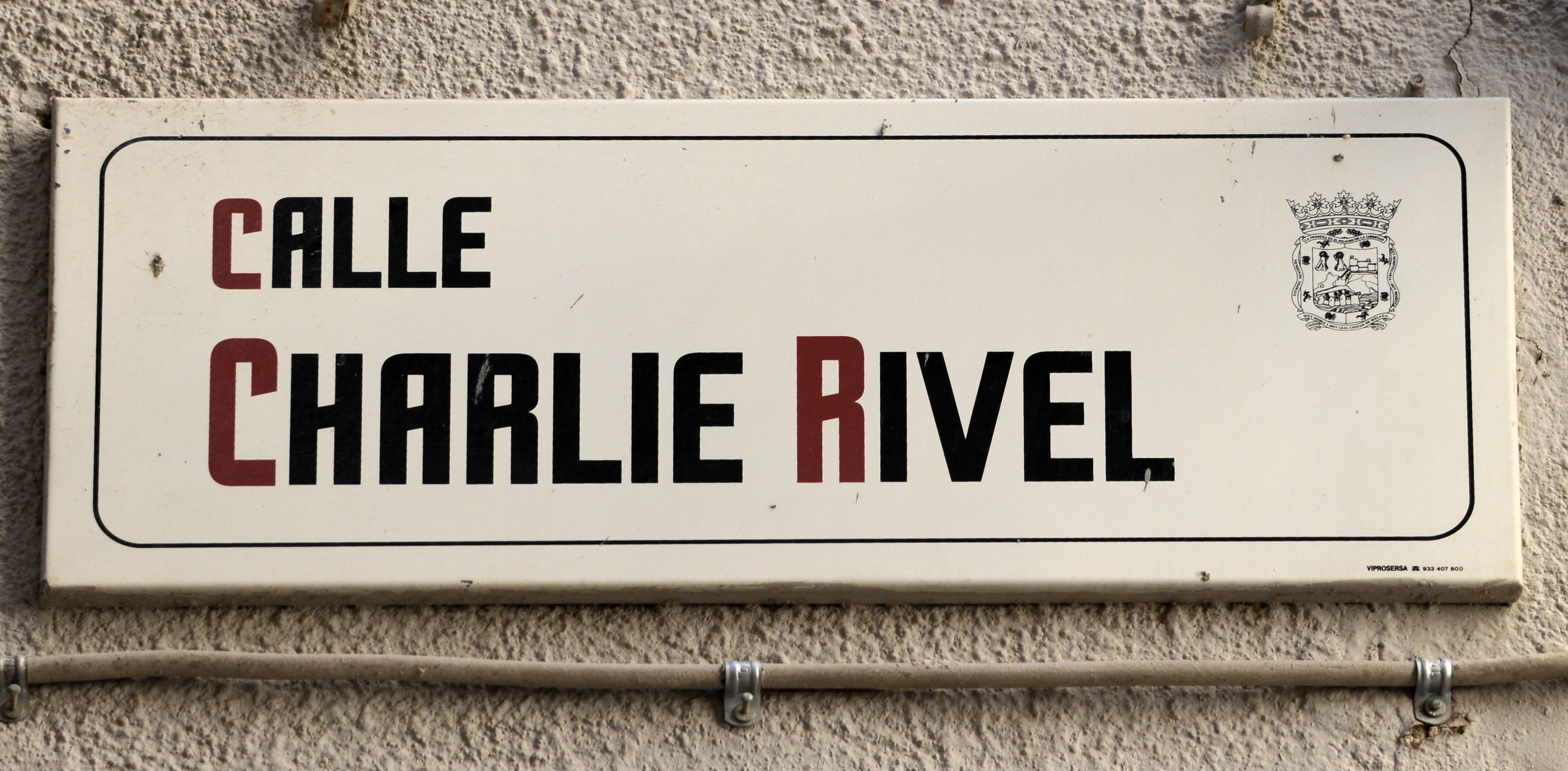
Calle Charlie Rivel en Málaga